# 136 Áustria
136 Áustria é um asteroide localizado no cinturão principal. Ele é classificado como um asteroide tipo M com base em seu espectro. Ele possui uma magnitude absoluta de 9,69 e tem um diâmetro de 40,14 quilômetros.

## Descoberta e nomeação
136 Áustria foi descoberto em 18 de março de 1874 pelo astrônomo Johann Palisa. Através do Observatório Naval Austríaco em Pula. Este asteroide foi nomeado em homenagem ao seu país natal (Áustria).

## Características orbitais
A órbita de 136 Áustria tem uma excentricidade de 0,0849535 e possui um semieixo maior de 2,2866485 UA. O seu periélio leva o mesmo a uma distância de 2,0923896 UA em relação ao Sol e seu afélio a 2,481 UA.